# Ungdomseuropamästerskapen i friidrott 2016
Ungdomseuropamästerskapen i friidrott 2016 anordnades i Tbilisi, Georgien den 14–17 juli 2016. Det var den 3 maj 2014 som det Europeiska friidrottsförbundet beslutade, efter omröstning, att tävlingarna skulle hållas i Tbilisi i Georgien, istället för i Rieti i Italien. Tävlingen var öppen för idrottare mellan 15 och 17 år. 
Det var första gången som europeiska mästerskap i friidrott anordnades för ungdomar, och fler än 1 200 atleter fördelade över 51 länder beräknades deltaga, dock kom 900 deltagare från 46 länder till start. Tävlingarna hölls på arenan New Athletics Arena Dighomi utanför staden.

## Tävlingsgrenar

### Pojkar
Löpning: 100 m; 200 m; 400 m; 800 m; 1500 m; 3000 m; 110 m häck; 400 m häck; 2000 m hinder; Svensk stafett – 100 m, 200 m, 300 m och 400 m.
Hoppgrenar: Höjdhopp; Längdhopp; Tresteg; Stavhopp.
Kastgrenar: Kulstötning; Spjut; Diskus; Släggkastning.
Övriga: Tiokamp; 10 000 m gång.

### Flickor
Löpning: 100 m; 200 m; 400 m; 800 m; 1500 m; 3000 m; 100 m häck; 400 m häck; 2000 m hinder; Svensk stafett –  100 m, 200 m, 300 m och 400 m.
Hoppgrenar: Höjdhopp; Längdhopp; Tresteg; Stavhopp.
Kastgrenar: Kulstötning; Spjut; Diskus; Släggkastning.
Övriga: Sjukamp; 5 000 m gång.

## Medaljörer

### Pojkar
| Gren              | Guld                                                                   | Guld        | Silver                                                 | Silver             | Brons                                                           | Brons      |
| 100 meter         | Marvin Schulte Tyskland                                                | 10,56 PB    | Henrik Larsson Sverige                                 | 10,57 PB           | Samuel Purola Finland                                           | 10,62 PB   |
| 200 meter         | Jona Efoloko Storbritannien                                            | 21,15       | Kasper Kadestål Sverige                                | 21,18 PB           | Pol Retamal Spanien                                             | 21,24      |
| 400 meter         | Ihar Zubko Belarus                                                     | 47,16 PB    | Mihai Cristian Pislaru Rumänien                        | 47,46              | Mahsum Korkmaz Turkiet                                          | 47,69      |
| 800 meter         | George Mills Storbritannien                                            | 1.48,82 PB  | Andrea Romani Italien                                  | 1.49,58            | Simone Barontini Italien                                        | 1.49,78    |
| 1500 meter        | Jake Heyward Storbritannien                                            | 4.00,64     | Pierre Proust Frankrike                                | 4.01,62            | Enrique Herreros Spanien                                        | 4.02,06    |
| 3000 meter        | Elzan Bibić Serbien                                                    | 8.09,06     | Annasse Mahboub El Hamdouini Spanien                   | 8.20,20 PB         | Adrian Garcea Rumänien                                          | 8.20,94 PB |
| 110 meter häck    | Dániel Eszes Ungern                                                    | 13,39 PB    | Tuur Bras Belgien                                      | 13,42 PB           | Jason Nicholson Storbritannien                                  | 13,45 PB   |
| 400 meter häck    | Alessandro Sibilio Italien                                             | 51,46 PB    | Aleix Porras Spanien                                   | 51,56              | Emil Agyekum Tyskland                                           | 51,80 PB   |
| 2000 meter hinder | Tim Van de Velde Belgien                                               | 5.53,77     | Stefan Schmid Österrike                                | 5.54,79 PB         | Rémi Schyns Belgien                                             | 5.55,06 PB |
| Svensk stafett    | Italien Lorenzo Paissan Mario Marchei Alessandro Sibilio Andrea Romani | 1.52,78 PB  | Spanien Sergio López Jesús Gómez Pol Retamal Ivan Alba | 1.53,62 PB         | Polen Damian Sztejkowski Rafał Pajak Szymon Kreft Maciej Wójcik | 1.53,80 PB |
| Gång 10 000 meter | Łukasz Niedziałek Polen                                                | 44.06,49    | Abdulselam Imük Turkiet                                | 45.30,41           | David Kuster Frankrike                                          | 45.42,09   |
| Höjdhopp          | Lucas Mihota Tyskland                                                  | 2,18 PB     | Adonios Merlos Grekland                                | 2,16 PB            | Dmytro Nikitin Ukraina                                          | 2,16 PB    |
| Stavhopp          | Emmanouil Karalis Grekland                                             | 5,45        | Bo Kanda Lita Baehre Tyskland                          | 5,30 PB            | Sondre Guttormsen Norge                                         | 5,05 PB    |
| Längdhopp         | Panayiotis Mantzouroyiannis Grekland                                   | 7,60        | Enzo Hodebar Frankrike                                 | 7,54               | Bogdan Sitoianu Rumänien                                        | 7,31 PB    |
| Tresteg           | Martin Lamou Frankrike                                                 | 16,03 PB    | Andrea Dallavalle Italien                              | 15,74 PB           | Razvan Cristian Grecu Rumänien                                  | 15,62 SB   |
| Kula              | Odisseas Mouzenidis Grekland                                           | 21,51 UNR   | Dzmitriy Karpuk Belarus                                | 21,24 PB           | Eero Ahola Finland                                              | 21,24      |
| Diskus            | Georgios Koniarakis Cypern                                             | 62,16       | Tim Ader Tyskland                                      | 60,84 Mall:AthAbbr | Jan Vasco Bringmann Tyskland                                    | 60,62 PB   |
| Slägga            | Myhaylo Havrylyuk Ukraina                                              | 82,26 UNR   | Jane Norris Storbritannien                             | 79,20 PB           | Ragnar Carlsson Sverige                                         | 75,71 PB   |
| Spjut             | Kristaps Jaunpujens Lettland                                           | 77,01       | Alexei Oleinik Moldavien                               | 74,49 PB           | Matiss Velps Lettland                                           | 74,47 PB   |
| Tiokamp           | Manuel Wagner Tyskland                                                 | 7 382 p. PB | Jorg Vanlierde Belgien                                 | 7 311 p. PB        | Leon Okafor Österrike                                           | 7 232 p.   |

### Flickor
| Gren              | Guld                                                                      | Guld         | Silver                                                                  | Silver       | Brons                                                                 | Brons      |
| 100 meter         | Keshia Kwadwo Tyskland                                                    | 11,76        | Gina Akpe-Moses Irland                                                  | 11,80 PB     | Klaudia Adamek Polen                                                  | 11,82      |
| 200 meter         | Marine Mignon Frankrike                                                   | 23,35 PB     | Alisha Rees Storbritannien                                              | 23,70        | Nikola Bendová Tjeckien                                               | 24,00      |
| 400 meter         | Andrea Miklós Rumänien                                                    | 52,70 PB     | Karolina Łozowska Polen                                                 | 54,56        | Josefine Tomine Eriksen Norge                                         | 55,26      |
| 800 meter         | Isabelle Boffey Storbritannien                                            | 2.07,19      | Anna Burt Storbritannien                                                | 2.08,54      | Gabriela Gajanová Slovakien                                           | 2.09,43    |
| 1500 meter        | Delia Sclabas Schweiz                                                     | 4.22,51 PB   | Sabrina Sinha Storbritannien                                            | 4.23,10      | Erin Wallace Storbritannien                                           | 4.28,17    |
| 3000 meter        | Delia Sclabas Schweiz                                                     | 9.23,44 PB   | Stine Wangberg Norge                                                    | 9.26,65 PB   | Lucy Pygott Storbritannien                                            | 9.28,15 PB |
| 100 meter häck    | Desola Oki Italien                                                        | 13,30 PB     | Viktoryia Zakharchuk Belarus                                            | 13,48 PB     | Molly Scott Irland                                                    | 13,51      |
| 400 meter häck    | Viivi Lehikoinen Finland                                                  | 58,28        | Yasmin Giger Schweiz                                                    | 58,39 PB     | Sara Gallego Spanien                                                  | 58,73 PB   |
| 2000 meter hinder | Anna Mark Helwigh Danmark                                                 | 6.34,52 PB   | Tíra Pavuk Ungern                                                       | 6.41,70      | Lora Ontl Kroatien                                                    | 6.43,60 PB |
| Svensk stafett    | Frankrike Cyrena Samba-Mayela Eloise de la Taille Marine Mignon Iman Jean | 2.08,48 PB   | Polen Klaudia Adamek Alicja Potasznik Martyna Kotwiła Karolina Łozowska | 2.08,57 PB   | Italien Camilla Maestrini Zaynab Dosso Valeria Simonelli Letizia Tiso | 2.08,99 PB |
| Gång 5000 meter   | Meryem Bekmez Turkiet                                                     | 22.50,22 PB  | Ayşe Tekdal Turkiet                                                     | 22.58,17 PB  | Marina Peña Spanien                                                   | 23.05,90   |
| Höjdhopp          | Maja Nilsson Sverige                                                      | 1,82 PB      | Urte Baikstyte Litauen                                                  | 1,79         | Despina Maltabe Grekland                                              | 1,75       |
| Stavhopp          | Alina Strömberg Finland                                                   | 4,15 PB      | Meritxell Benito Spanien                                                | 4,05         | Amálie Švábíková Tjeckien                                             | 4,05       |
| Längdhopp         | Holly Mills Storbritannien                                                | 6,19         | Maja Bedrač Slovenien                                                   | 6,19         | Marisa Carvalho Portugal                                              | 6,08       |
| Tresteg           | Georgiana Iuliana Anitei Rumänien                                         | 13,19        | Eva Pepelnak Slovenien                                                  | 13,03 PB     | Tene Cisse Frankrike                                                  | 12,79      |
| Kula              | Alexandra Emelianov Moldavien                                             | 18,50 PB     | Jule Steuer Tyskland                                                    | 17,97 PB     | Sydney Giampietro Italien                                             | 17,45      |
| Diskus            | Alexandra Emelianov Moldavien                                             | 58,09 PB     | Amelie Döbler Tyskland                                                  | 50,14        | Helena Leveelahti Finland                                             | 49,34 PB   |
| Slägga            | Kateřina Skýpalová Tjeckien                                               | 66,58 PB     | Tatsiana Ramanouvich Belarus                                            | 66,16        | Kiira Väänänen Finland                                                | 66,00      |
| Spjut             | Arianne Duarte Morais Norge                                               | 60,89 PB     | Carolina Visca Italien                                                  | 59,10        | Elina Kinnunen Finland                                                | 57,40 PB   |
| Sjukamp           | Alina Skukh Ukraina                                                       | 6 186 p. UWB | Sarah Lagger Österrike                                                  | 6 175 p. UNR | Niamh Emerson Storbritannien                                          | 5 919 p.   |

## Medaljligan
| Plac.  | Land           | Guld | Silver | Brons | Totalt |
| ------ | -------------- | ---- | ------ | ----- | ------ |
| 1      | Storbritannien | 5    | 4      | 4     | 13     |
| 2      | Tyskland       | 4    | 4      | 2     | 10     |
| 3      | Italien        | 3    | 3      | 3     | 9      |
| 4      | Frankrike      | 3    | 2      | 2     | 7      |
| 5      | Grekland       | 3    | 1      | 1     | 5      |
| 6      | Rumänien       | 2    | 1      | 3     | 6      |
| 7      | Moldavien      | 2    | 1      | 0     | 3      |
| 7      | Schweiz        | 2    | 1      | 0     | 3      |
| 9      | Finland        | 2    | 0      | 5     | 7      |
| 10     | Ukraina        | 2    | 0      | 1     | 3      |
| 11     | Belarus        | 1    | 3      | 0     | 4      |
| 12     | Polen          | 1    | 2      | 2     | 5      |
| 13     | Belgien        | 1    | 2      | 1     | 4      |
| 13     | Sverige        | 1    | 2      | 1     | 4      |
| 13     | Turkiet        | 1    | 2      | 1     | 4      |
| 16     | Norge          | 1    | 1      | 2     | 4      |
| 17     | Ungern         | 1    | 1      | 0     | 2      |
| 18     | Tjeckien       | 1    | 0      | 2     | 3      |
| 19     | Lettland       | 1    | 0      | 1     | 2      |
| 20     | Cypern         | 1    | 0      | 0     | 1      |
| 20     | Danmark        | 1    | 0      | 0     | 1      |
| 20     | Serbien        | 1    | 0      | 0     | 1      |
| 23     | Spanien        | 0    | 4      | 4     | 8      |
| 24     | Österrike      | 0    | 2      | 1     | 3      |
| 25     | Slovenien      | 0    | 2      | 0     | 2      |
| 26     | Irland         | 0    | 1      | 1     | 2      |
| 27     | Litauen        | 0    | 1      | 0     | 1      |
| 28     | Kroatien       | 0    | 0      | 1     | 1      |
| 28     | Portugal       | 0    | 0      | 1     | 1      |
| 28     | Slovakien      | 0    | 0      | 1     | 1      |
| Totalt | Totalt         | 40   | 40     | 40    | 120    |